# 瑟努伊爾河
瑟努伊爾河（法語：Senouire，法語發音：[sənwiʁ]）是法國的河流，位於該國中南部，屬於阿列河的右支流，河道全長63公里，流域面積170平方公里，平均流量每秒1.57立方米，發源自桑巴代勒，河口處在布里尤德附近。

## 外部連結
- http://www.geoportail.fr （页面存档备份，存于）
- The Senouire at the Sandre database